# امپراتور آفریقای مرکزی
امپراتور آفریقای مرکزی (انگلیسی: Emperor of Central Africa) عنوانی بود که توسط ژان-بدل بوکاسا از ۴ دسامبر ۱۹۷۶ استفاده شد، که در ۴ دسامبر ۱۹۷۷ در مراسمی مجلل امپراتوری آفریقای مرکزی تاج گذاری، دلار آمریکا۲۰ میلیون دلار (معادل $۹۷ میلیون دلار در ۲۰۲۲) را به کار برد..
اگرچه اسماً پادشاهی مشروطه بود، اما در عمل بوکاسا با یکه‌سالاری حکومت کرد. برای همه مقاصد، این کشور همچنان یک دیکتاتوری نظامی بود،
همان‌طور که در مورد جمهوری آفریقای مرکزی از زمانی که بوکاسا در  کودتای ۱۹۶۶ قدرت را به دست گرفت، چنین بود.